# Akoestische schok
Een akoestische schok is een plotse, onverwachte, blootstelling van een korte, maar matig luide tot luide geluidsprikkel. Hoewel de duur en het niveau van deze geluiden meestal niet voldoende zijn gehoorschade te veroorzaken, kunnen ze in bepaalde gevallen een aantal hinderlijke symptomen veroorzaken zoals tinnitus, hyperacusis, volheid van het oor en oorspanning, duizeligheid en pijn in en buiten het oor. Men schat dat 13 % van de werknemers van een Callcenter te maken krijgt met een akoestische schok.
Onderzoekers stelden in 2018 een theorie voor waarbij bovengenoemde symptomen verklaard worden door een overbelasting van de Musculus tensor tympani als gevolg van de akoestische schock. Deze overbelasting leidt op zijn beurt tot inflammatie, die de Nervus trigeminus, het trigeminocervicale complex (TCC) en de cortex activeren.